# Eloy Cortínez Fuentes
Eloy Cortínez Fuentes (Rengo, 1841 - Tacna, 15 de julio de 1905) fue un arquitecto y político liberal chileno. Hijo de José Cortínez y Antonia Fuentes. Contrajo matrimonio con Demófila Mujica Gamboa (1869).
Realizó sus estudios en el Instituto Nacional y en la Universidad de Chile, donde se graduó como arquitecto (1864). Ejerció la profesión en la capital.
Miembro del Partido Liberal. Elegido Diputado en representación de Ancud, Quinchao y Castro (1891-1894). Durante este período formó parte de la comisión permanente de Hacienda e Industrias.
Fue nombrado arquitecto de la ciudad de Tacna (1900), ciudad donde falleció en 1908.